# Ян Зярнко
Ян Зярнко (бл. 1575, Львів — бл. 1630) — львівський гравер та портретист.

## Біографія
Навчався у Кракові перед 1596 роком, потім у Львові (у майстерні Юзефа Вольфовича). Був одним із членів-засновників утвореного у Львові малярського цеху. Під час перебування в 1598—1600 роках в Італії напевне й освоїв техніку гравюри. Повернувся до Італії до 1601 року, так як у цьому році виконав вид Флоренції. Перебував там щонайменше до 1605. Є записи про знаходження в 1608 Я. Зярнко у Парижі. Надалі у львівських документах він згадується як таким, що перебуває в Італії та Франції. Остання гравюра датована 1628 роком.

## Відомості про твори
Я. Зярнко гравіював портрети, паризькі події, алегорії, релігійні сюжети, виконував книжкові ілюстрації та екслібриси. Його екслібриси для Якуба Собеського, батька польського короля Яна ІІІ (1610 р., незакінчений), великі офорти для галицького магната Петра Даниловича (1610) та коронного гетьмана Великого Князівства Литовського Яна Кароля Ходкевича (1619) (останні два зберігаються в бібліотеці Британського музею в Лондоні) вважаються першими українськими екслібрисами. Відомі також гравюри французьких митців за його оригіналами, що говорить про те, що він працював у Франції і як маляр.